# Quảng Ngãi
Quảng Ngãi là một tỉnh ven biển nằm ở phía bắc vùng Nam Trung Bộ, miền Trung Việt Nam. Trung tâm hành chính của tỉnh là phường Cẩm Thành, cách Thành phố Hồ Chí Minh 820 km về phía bắc, cách thành phố Đà Nẵng 130 km về phía nam và cách Thủ đô Hà Nội 908 km về phía nam tính theo đường Quốc lộ 1.
Theo dữ liệu Sáp nhập tỉnh, thành Việt Nam 2025, 	Quảng Ngãi	có diện tích: 	14.833	km²,	xếp thứ	5; dân số:	2.161.755	người,	xếp thứ	22; GRDP 2024: 	173.526.456	triệu VNĐ, xếp thứ	24; thu ngân sách 2024:	33.685.093	triệu VNĐ, xếp thứ	13; thu nhập bình quân:	49,53	triệu VNĐ/năm, 	xếp thứ	24.
Quảng Ngãi có đường bờ biển dài khoảng 129 km với vùng lãnh hải rộng lớn 11.000 km2 và 6 cửa biển vốn giàu nguồn lực hải sản với nhiều bãi biển đẹp. Quảng Ngãi nằm trong vùng kinh tế trọng điểm miền Nam Trung Bộ được Chính phủ chọn khu vực Dung Quất (Bình Sơn - Quảng Ngãi) để xây dựng nhà máy lọc dầu đầu tiên của Việt Nam. Tỉnh được tái lập vào ngày 1 tháng 7 năm 1989 trên cơ sở tách tỉnh Nghĩa Bình thành 2 tỉnh Quảng Ngãi và Bình Định.

## Địa lý

### Vị trí địa lý
Tỉnh Quảng Ngãi trải dài từ 14°32′B đến 15°25′B, từ 108°06′Đ đến 109°04′Đ, tựa vào dãy núi Trường Sơn và có vị trí địa lý:
- Phía đông giáp Biển Đông
- Phía tây giáp tỉnh Sekong, Attapeu, Lào và tỉnh Ratanakiri, Campuchia
- Phía nam giáp tỉnh Gia Lai
- Phía bắc giáp thành phố Đà Nẵng.[6]

Nằm ở vị trí trung độ của cả nước, Quảng Ngãi cách thủ đô Hà Nội 884 km về phía Bắc và cách Thành phố Hồ Chí Minh 836 km về phía Nam theo đường Quốc lộ 1.

### Điều kiện tự nhiên

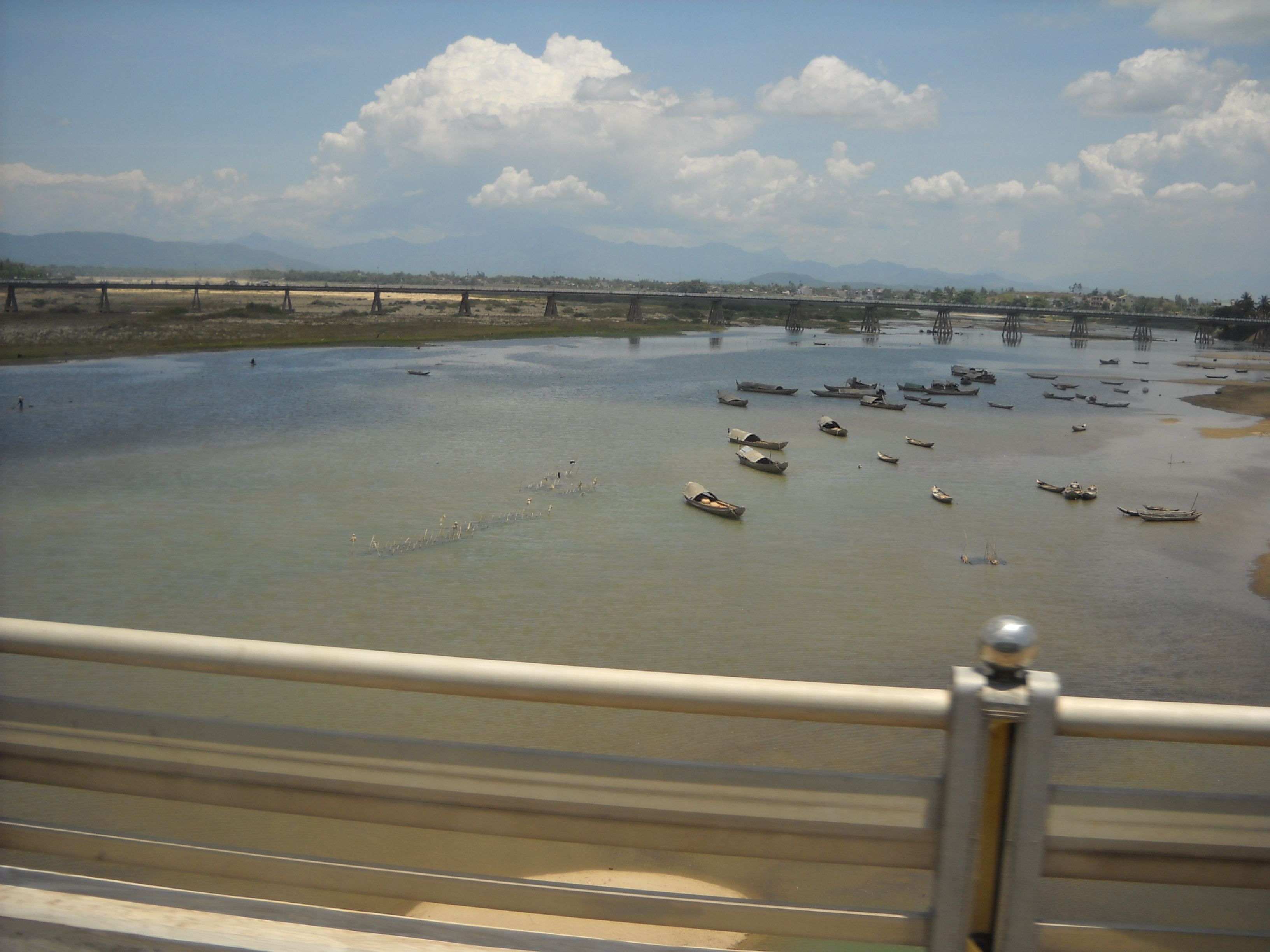
sông Trà Khúc, đoạn qua Thành phố Quảng Ngãi

Quảng Ngãi có địa hình tương đối phức tạp, có xu hướng thấp dần từ tây sang đông với các dạng địa hình đồi núi, đồng bằng ven biển, phía tây của tỉnh là sườn Đông của dãy Trường Sơn, tiếp đến là địa hình núi thấp và đồi xen kẽ đồng bằng, có nơi núi chạy sát biển. Khí hậu ở Quảng Ngãi là khí hậu nhiệt đới và gió mùa, nên nhiệt độ cao và ít biến động. Chế độ ánh sáng, mưa ẩm phong phú, nhiệt độ trung bình 25-26,9 °C. Khí hậu nơi đây phân hóa thành 2 mùa rõ rệt, gồm có mùa mưa và mùa nắng. Đất đai trong địa bàn tỉnh được chia làm 9 nhóm đất chính với 25 đơn vị đất và 68 đơn vị đất phụ. Các nhóm đất chính là cồn cát, đất cát ven biển, đất mặn, đất phù sa, đất giây, đất xám, đất đỏ vàng, đất đen, đất nứt nẻ, đất xói mòn trơ trọi đá. Trong đó, nhóm đất xám có vị trí quan trọng với hơn 74,65% diện tích đất tự nhiên, thích hợp với cây công nghiệp dài ngày, cây đặc sản, dược liệu, chăn nuôi gia súc và nhóm đất phù sa thuộc hạ lưu các sông chiếm 19,3% diện tích đất tự nhiên, thích hợp với trồng lúa, cây công nghiệp ngắn ngày, rau đậu... Đất Quảng Ngãi có thành phần cơ giới nhẹ, hơi chặt, thích hợp với trồng mía và các cây công nghiệp ngắn theo ngày.

## Dân cư
Tính đến ngày 1 tháng 4 năm 2019, dân số tỉnh Quảng Ngãi là 1.231.697 người, mật độ dân số đạt 237 người/km² trong đó dân sống tại thành thị là 201.019 người, chiếm 16,3% dân số toàn tỉnh, dân số sống tại nông thôn là 1.030.678 người, chiếm 83,7%. Dân số nam là 611.914 người, trong khi đó nữ là 619.783 người. Tỷ lệ tăng tự nhiên dân số phân theo địa phương tăng 0,12 ‰ Tỷ lệ đô thị hóa ở Quảng Ngãi tính đến năm 2023 là 37%.
Theo thống kê của tổng cục thống kê Việt Nam, tính đến ngày 1 tháng 4 năm 2009, toàn tỉnh Quảng Ngãi có 29 dân tộc cùng người nước ngoài sinh sống, trong đó dân tộc Việt chiếm đông nhất với 1.055.154 người, thứ hai là người Hrê với 115.268 người, thứ ba là người Co với 28.110 người, người Xơ Đăng có 17.713 người, cùng với các dân tộc ít người khác như Hoa, Mường, Tày, Thái...
Tính đến ngày 1 tháng 4 năm 2019, toàn tỉnh Quảng Ngãi có 10 tôn giáo khác nhau chiếm 70.454 người, trong đó nhiều nhất là Đạo Tin Lành có 31.996 người, Phật giáo với 23.220 người, Công giáo có 9.226 người, Đạo Cao Đài có 6.000 người, còn lại các tôn giáo khác như Hồi giáo, Phật giáo Hòa Hảo mỗi đạo có ba người, Bà la môn và Tịnh độ cư sĩ Phật hội Việt Nam mỗi đạo có hai người, ít nhất là Bửu sơn kỳ hương và Bahá'í mỗi đạo có một người..

## Lịch sử

### Thời nhà Lê

Bản đồ tỉnh Quảng Ngãi của nhà Nguyễn Việt Nam in trong Đại Nam nhất thống chí

Năm 1471, quân Đại Việt lấy lại Thăng, Hoa, Tư, Nghĩa, chiếm kinh đô Chà Bàn (nay thuộc tỉnh Bình Định) của Vương quốc Chămpa. Tháng 6 âm lịch, thiết lập đạo thừa tuyên Quảng Nam (nay là các tỉnh Quảng Nam, Quảng Ngãi, Bình Định và thành phố Đà Nẵng), gồm 3 phủ Thăng Hoa, Tư Nghĩa, Hoài Nhân. Tỉnh Quảng Ngãi thuộc Phủ Tư Nghĩa.
Năm 1527, Mạc Đăng Dung chiếm ngôi nhà Lê, lập nên nhà Mạc.
Năm 1533, Nguyễn Kim nổi lên chống nhà Mạc, tôn Lê Ninh lên làm vua, lấy hiệu là vua Lê Trang Tông, hình thành cục diện Nam- Bắc triều.
Năm 1545, Tướng của Nguyễn Kim là Bùi Tá Hán được giao nhiệm vụ trấn thủ Quảng Nam (nay là vùng đất thuộc các tỉnh Quảng Nam, Quảng Ngãi, Bình Định và thành phố Đà Nẵng).
Năm 1558, Nguyễn Hoàng nhận nhiệm vụ trấn thủ Thuận Hóa.
Năm 1602, Trấn Quảng Nam đổi thành dinh Quảng Nam, phủ Tư Nghĩa (thuộc dinh Quảng Nam) đổi thành phủ Quảng Nghĩa (Ngãi) (danh xưng Quảng Nghĩa (Ngãi) lần đầu tiên xuất hiện, phủ Quảng Nghĩa nay là tỉnh Quảng Ngãi).
Năm 1771, Khởi nghĩa Tây Sơn. Năm 1776, Nhà Tây Sơn đổi tên phủ Quảng Nghĩa thành phủ Hòa Nghĩa.
Năm 1803, Nhà Nguyễn đổi phủ Hòa Nghĩa trở lại tên cũ là phủ Quảng Nghĩa.
Năm 1807, Xã Cù Mông (sau đổi là xã Chánh Mông rồi Chánh Lộ) được chọn làm nơi xây dựng tỉnh Quảng Ngãi.
Năm 1831, Tỉnh Quảng Ngãi được thành lập. Cả nước lúc này có 30 tỉnh và 1 phủ (kinh đô Thừa Thiên).
Năm 1831, Lấy kinh sư (Thừa Thiên) làm trung tâm, triều đình nhà Nguyễn chia cả nước thành các trực kỳ trong đó tả trực gồm 2 tỉnh Quảng Nam và Quảng Ngãi.
Năm 1884, với 2 hiệp ước Quý Mùi và Giáp Thân, nước Việt Nam, trong đó có tỉnh Quảng Ngãi, đã trở thành thuộc địa của Pháp.
Từ thời các chúa Nguyễn (lúc còn là cấp phủ) đến thời nhà Nguyễn độc lập (thời đã là tỉnh Quảng Ngãi), thì Quảng Ngãi luôn là địa phương quản lý các quần đảo Hoàng Sa và Trường Sa (thời đó còn chưa được phân biệt rõ ràng và trực thuộc huyện Bình Sơn Quảng Ngãi), bằng các đội Hoàng Sa và Bắc Hải.

### Thế kỷ 20

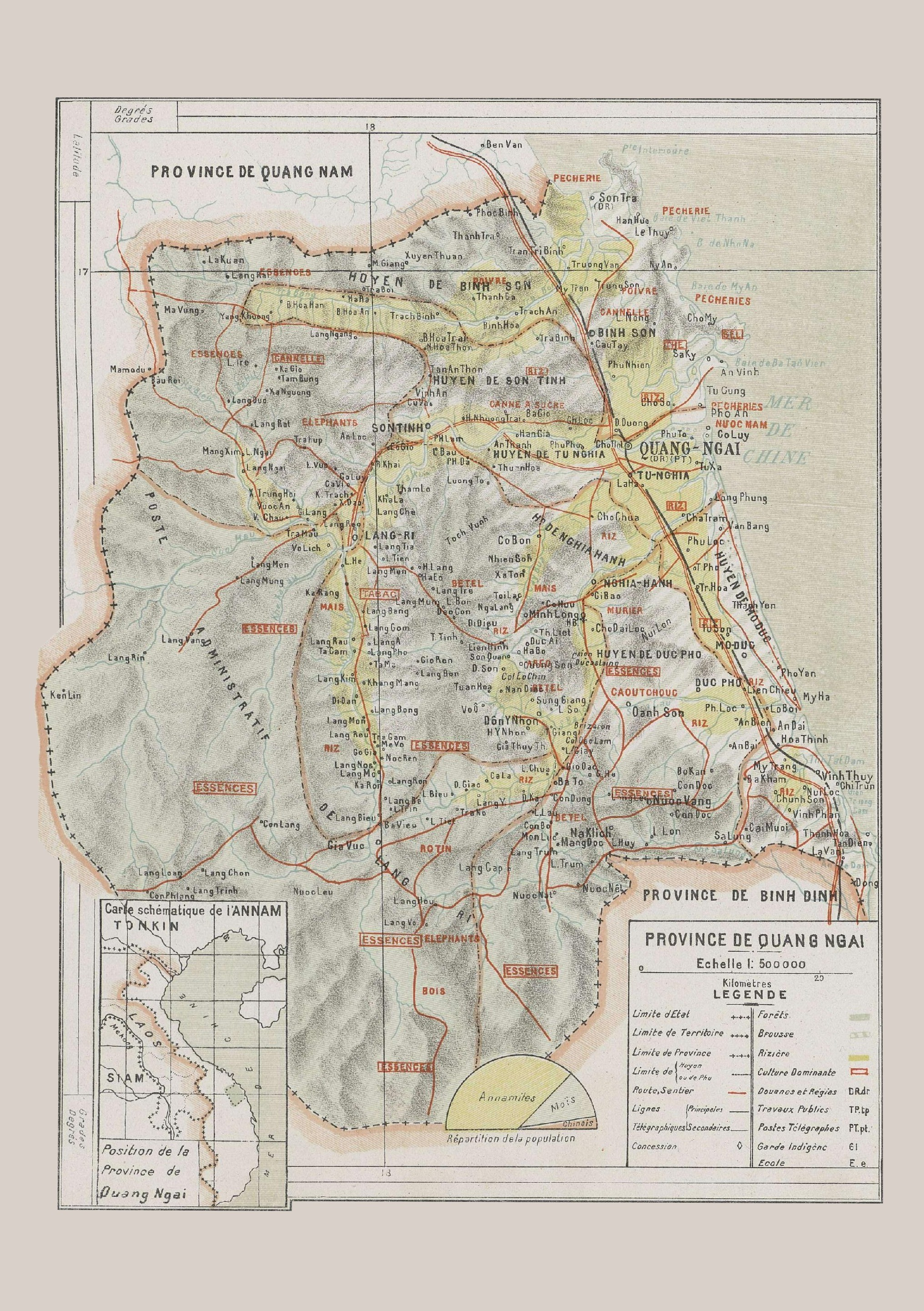
Bản đồ tỉnh Quảng Ngãi năm 1909

Từ năm 1909 (thời M. Dodey làm công sứ Quảng Ngãi từ 1907 - 1912) đến cuối của triều Nguyễn (1945) miền Trung châu Quảng Ngãi được chia thành 4 phủ là Bình Sơn, Sơn Tịnh, Tư Nghĩa và Mộ Đức, 2 huyện Nghĩa Hành, Đức Phổ gồm 21 tổng, 403 làng. Miền thượng được chia thành 4 nha gồm Trà Bồng, Sơn Hà, Minh Long và Ba Tơ với 27 tổng, 199 "nóc". Từ ngày 9 tháng 3 năm 1945 đến 19 tháng 8 năm 1945, tổ chức hành chánh ít thay đổi, nhưng thay đổi trên danh từ Tuần vũ gọi là tỉnh trưởng (lúc này gồm Bửu Trưng, Lê Văn Định), ở huyện gọi là huyện trưởng, chức Chánh, Phó sứ thời Pháp do một cơ quan hiến binh Nhật đảm trách.
Thời kỳ đầu của cuộc tổng khởi nghĩa toàn dân năm 1945, tỉnh Quảng Ngãi được đổi tên là tỉnh Lê Trung Đình, phủ Tư Nghĩa đổi thành phủ Nguyễn Thụy(Sụy), xã Chánh Lộ lấy tên xã Nguyễn Viện v.v... Về tổ chức, lập liên xã, bỏ các làng cũ. Nhưng, sau một thời gian thay danh hiệu tỉnh, huyện, tổng, xã đều lấy lại tên cũ. Các phủ, huyện, nha trong tỉnh đều gọi tên thống nhất là huyện, gồm tất cả 10 huyện, tổng, 124 liên xã. Đảo Lý Sơn nhập vào huyện Bình Sơn nhưng năm 1952 bị quân Pháp chiếm đóng sáp nhập hải đảo vào thị xã Đà Nẵng.

### Dưới chế độ Việt Nam Cộng hòa
| Dân số tỉnh Quảng Ngãi 1967 | Dân số tỉnh Quảng Ngãi 1967 |
| Quận                        | Dân số                      |
| --------------------------- | --------------------------- |
| Ba Tơ                       | 10.194                      |
| Bình Sơn                    | 110.579                     |
| Đức Phổ                     | 93.300                      |
| Minh Long                   | 5.392                       |
| Mộ Đức                      | 60.086                      |
| Nghĩa Hành                  | 49.961                      |
| Sơn Hà                      | 19.946                      |
| Sơn Tịnh                    | 122.423                     |
| Trà Bồng                    | 9.478                       |
| Tư Nghĩa                    | 119.124                     |
| Tổng số                     | 600.483                     |

Từ 26 tháng 6 năm 1954 đến năm 1971, tỉnh Quảng Ngãi được chia thành 10 quận gồm Bình Sơn, Sơn Tịnh, Tư Nghĩa, Nghĩa Hành, Mộ Đức, Đức Phổ, Trà Bồng, Sơn Hà, Minh Long, Ba Tơ. Số xã trong toàn tỉnh có thay đổi, năm 1968 có 158 xã, năm 1970 theo sự sáp nhập của Bộ Nội vụ 122 xã, 319 ấp.

### Giải phóng tỉnh Quảng Ngãi và sau Thống nhất đất nước năm 1975
Ngày 24 tháng 3 năm 1975, tỉnh lỵ Quảng Ngãi và các huyện Tư Nghĩa, Nghĩa Hành, Mộ Đức, Đức Phổ được giải phóng. Ngày 29 tháng 3 năm 1975, tiếp tục giải phóng các huyện Bình Sơn, Sơn Tịnh. Ngày 31 tháng 3 năm 1975, đảo Lý Sơn nay là huyện Lý Sơn cũng giải phóng.

#### Tỉnh Nghĩa Bình
Ngày 20 tháng 9 năm 1975, theo Nghị quyết số 245/NQ-TW của Ban Chấp hành Trung ương Đảng về việc bãi bỏ cấp khu, hợp nhất các tỉnh, hai tỉnh Quảng Ngãi và Bình Định hợp nhất thành tỉnh Nghĩa Bình. Tháng 12 năm 1975, Quốc hội khoá V thông qua Nghị quyết thành lập các tỉnh hợp nhất, trong đó có tỉnh Nghĩa Bình. Đồng thời, thị xã Quảng Ngãi hợp nhất với huyện Tư Nghĩa thành thị xã Quảng Nghĩa, hai huyện Nghĩa Hành và Minh Long hợp nhất thành huyện Nghĩa Minh.
Lúc này, địa bàn tỉnh Quảng Ngãi cũ có thị xã Quảng Nghĩa và 8 huyện: Ba Tơ, Bình Sơn, Đức Phổ, Mộ Đức, Nghĩa Minh, Sơn Hà, Sơn Tịnh, Trà Bồng.
Ngày 24 tháng 8 năm 1981, chia thị xã Quảng Nghĩa thành thị xã Quảng Ngãi và huyện Tư Nghĩa, chia lại huyện Nghĩa Minh thành hai huyện Nghĩa Hành và Minh Long.

#### Tái lập tỉnh Quảng Ngãi

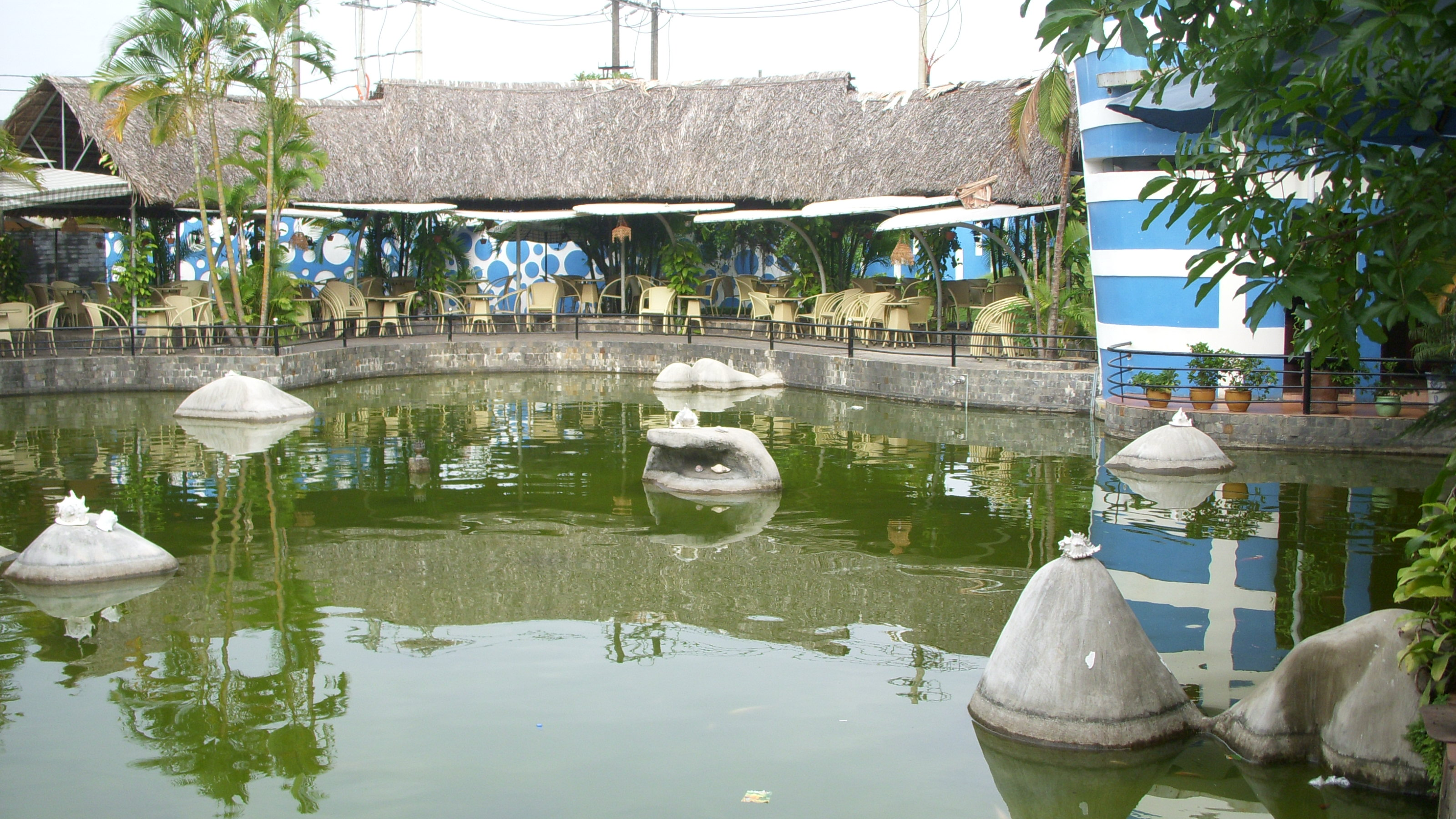
Thành phố Quảng Ngãi

Ngày 30 tháng 6 năm 1989, Quốc hội ra Nghị quyết chia tỉnh Nghĩa Bình thành hai tỉnh Bình Định và Quảng Ngãi.
Khi tách ra, tỉnh Quảng Ngãi có 11 đơn vị hành chính trực thuộc, gồm thị xã Quảng Ngãi và 10 huyện: Ba Tơ, Bình Sơn, Đức Phổ, Minh Long, Mộ Đức, Nghĩa Hành, Sơn Hà, Sơn Tịnh, Trà Bồng, Tư Nghĩa.
Ngày 1 tháng 1 năm 1993, thành lập huyện đảo Lý Sơn trên cơ sở tách 2 xã thuộc huyện Bình Sơn.
Ngày 6 tháng 8 năm 1994, chia huyện Sơn Hà thành hai huyện Sơn Hà và Sơn Tây.
Ngày 1 tháng 12 năm 2003, chia huyện Trà Bồng thành hai huyện Trà Bồng và Tây Trà.
Ngày 26 tháng 8 năm 2005, Chính phủ ban hành Nghị định 112/2005/NĐ-CP chuyển thị xã Quảng Ngãi thành thành phố Quảng Ngãi.
Ngày 24 tháng 9 năm 2015, thành phố Quảng Ngãi được công nhận là đô thị loại II trực thuộc tỉnh Quảng Ngãi.
Ngày 1 tháng 2 năm 2020, chuyển huyện Đức Phổ thành thị xã Đức Phổ; sáp nhập huyện Tây Trà vào huyện Trà Bồng.
Tỉnh Quảng Ngãi có 1 thành phố, 1 thị xã và 11 huyện như hiện nay.
Ngày 12 tháng 6 năm 2025, Quốc hội ban hành Nghị quyết số 202/2025/QH15 về việc sắp xếp đơn vị hành chính cấp tỉnh (nghị quyết có hiệu lực từ ngày 12 tháng 6 năm 2025). Theo đó, sáp nhập tỉnh Kon Tum vào tỉnh Quảng Ngãi.
Sau khi sáp nhập, tỉnh Quảng Ngãi có 14.832,55 km² diện tích tự nhiên và quy mô dân số là 2.161.755 người.

## Hành chính
Tỉnh Quảng Ngãi có 96 đơn vị hành chính cấp xã, gồm 9 phường, 86 xã và 1 đặc khu.
| Tên                | Diện tích (km²) | Dân số (người) |
| ------------------ | --------------- | -------------- |
| Phường (09)        |                 |                |
| Cẩm Thành          | 7,93            | 60.996         |
| Đăk Bla            | 14,99           | 21.816         |
| Đăk Cấm            | 66,33           | 29.799         |
| Đức Phổ            | 69,33           | 41.358         |
| Kon Tum            | 19,14           | 77.456         |
| Nghĩa Lộ           | 17,07           | 73.556         |
| Sa Huỳnh           | 49,95           | 32.396         |
| Trà Câu            | 54,46           | 45.524         |
| Trương Quang Trọng | 34,65           | 49.308         |
| Xã (86)            |                 |                |
| An Phú             | 33,93           | 71.426         |
| Ba Dinh            | 97,05           | 7.257          |
| Ba Động            | 103,01          | 7.688          |
| Ba Gia             | 66,14           | 21.511         |
| Ba Tô              | 274,40          | 9.555          |
| Ba Tơ              | 120,91          | 12.263         |
| Ba Vì              | 125,40          | 11.372         |
| Ba Vinh            | 115,00          | 6.425          |
| Ba Xa              | 102,79          | 5.452          |
| Bình Chương        | 30,79           | 16.565         |
| Bình Minh          | 128,60          | 19.673         |
| Bình Sơn           | 100,07          | 89.058         |
| Bờ Y               | 242,11          | 35.375         |

| Tên            | Diện tích (km²) | Dân số (người) |
| -------------- | --------------- | -------------- |
| Cà Đam         | 112,35          | 4.336          |
| Dục Nông       | 321,99          | 15.771         |
| Đăk Hà         | 104,08          | 36.087         |
| Đăk Kôi        | 450,48          | 5.950          |
| Đăk Long       | 280,50          | 5.193          |
| Đăk Mar        | 112,79          | 19.599         |
| Đăk Môn        | 150,80          | 13.685         |
| Đăk Pék        | 182,72          | 17.434         |
| Đăk Plô        | 433,41          | 5.629          |
| Đăk Pxi        | 325,35          | 11.194         |
| Đăk Rơ Wa      | 157,98          | 25.221         |
| Đăk Rve        | 212,54          | 8.184          |
| Đăk Sao        | 172,29          | 6.676          |
| Đăk Tô         | 218,38          | 35.216         |
| Đăk Tờ Kan     | 131,84          | 8.921          |
| Đăk Ui         | 132,52          | 12.077         |
| Đặng Thùy Trâm | 199,40          | 4.494          |
| Đình Cương     | 53,96           | 36.083         |
| Đông Sơn       | 115,83          | 56.334         |
| Đông Trà Bồng  | 74,83           | 11.197         |
| Ia Chim        | 115,49          | 21.142         |
| Ia Đal         | 218,11          | 5.069          |
| Ia Tơi         | 762,10          | 7.210          |
| Khánh Cường    | 103,98          | 28.964         |
| Kon Braih      | 250,89          | 18.373         |

| Tên           | Diện tích (km²) | Dân số (người) |
| ------------- | --------------- | -------------- |
| Kon Đào       | 129,34          | 13.340         |
| Kon Plông     | 556,80          | 9.334          |
| Lân Phong     | 57,01           | 36.123         |
| Long Phụng    | 36,10           | 39.973         |
| Măng Bút      | 417,53          | 9.100          |
| Măng Đen      | 396,93          | 9.438          |
| Măng Ri       | 401,18          | 8.690          |
| Minh Long     | 124,74          | 10.085         |
| Mỏ Cày        | 44,80           | 38.587         |
| Mộ Đức        | 76,17           | 35.895         |
| Mô Rai        | 583,92          | 6.375          |
| Nghĩa Giang   | 47,74           | 39.371         |
| Nghĩa Hành    | 24,40           | 31.533         |
| Ngọc Linh     | 180,35          | 6.458          |
| Ngọk Bay      | 62,09           | 23.391         |
| Ngọk Réo      | 170,29          | 11.916         |
| Ngọk Tụ       | 160,97          | 8.460          |
| Nguyễn Nghiêm | 95,33           | 18.041         |
| Phước Giang   | 57,02           | 23.842         |
| Rơ Kơi        | 298,29          | 6.395          |
| Sa Bình       | 140,32          | 16.711         |
| Sa Loong      | 275,26          | 12.676         |
| Sa Thầy       | 137,89          | 19.965         |
| Sơn Hà        | 163,44          | 20.326         |
| Sơn Hạ        | 154,29          | 24.775         |

| Tên            | Diện tích (km²) | Dân số (người) |
| -------------- | --------------- | -------------- |
| Sơn Kỳ         | 188,07          | 12.070         |
| Sơn Linh       | 126,70          | 17.139         |
| Sơn Mai        | 112,56          | 9.892          |
| Sơn Tây        | 127,06          | 9.832          |
| Sơn Tây Hạ     | 136,15          | 5.690          |
| Sơn Tây Thượng | 122,43          | 7.421          |
| Sơn Thủy       | 95,77           | 12.658         |
| Sơn Tịnh       | 59,78           | 42.380         |
| Tây Trà        | 170,86          | 11.617         |
| Tây Trà Bồng   | 129,05          | 8.078          |
| Thanh Bồng     | 133,88          | 7.426          |
| Thiện Tín      | 99,10           | 17.357         |
| Thọ Phong      | 66,64           | 27.787         |
| Tịnh Khê       | 46,05           | 55.919         |
| Trà Bồng       | 139,43          | 18.926         |
| Trà Giang      | 91,72           | 20.801         |
| Trường Giang   | 51,30           | 22.047         |
| Tu Mơ Rông     | 152,13          | 6.677          |
| Tư Nghĩa       | 41,93           | 59.172         |
| Vạn Tường      | 109,28          | 60.612         |
| Vệ Giang       | 24,21           | 38.683         |
| Xốp            | 265,86          | 6.518          |
| Ya Ly          | 271,31          | 10.726         |
| Đặc khu (01)   |                 |                |
| Lý Sơn         | 10.40           | 25.639         |

## Kinh tế - xã hội

### Kinh tế
Tỉnh Quảng Ngãi nằm trong vùng kinh tế trọng điểm miền Trung được Chính phủ chọn khu vực Dung Quất để xây dựng nhà máy lọc dầu đầu tiên của cả nước, góp phần đẩy mạnh tăng trưởng kinh tế và chuyển dịch nhanh cơ cấu kinh tế tỉnh theo hướng công nghiệp hoá, hiện đại hoá.

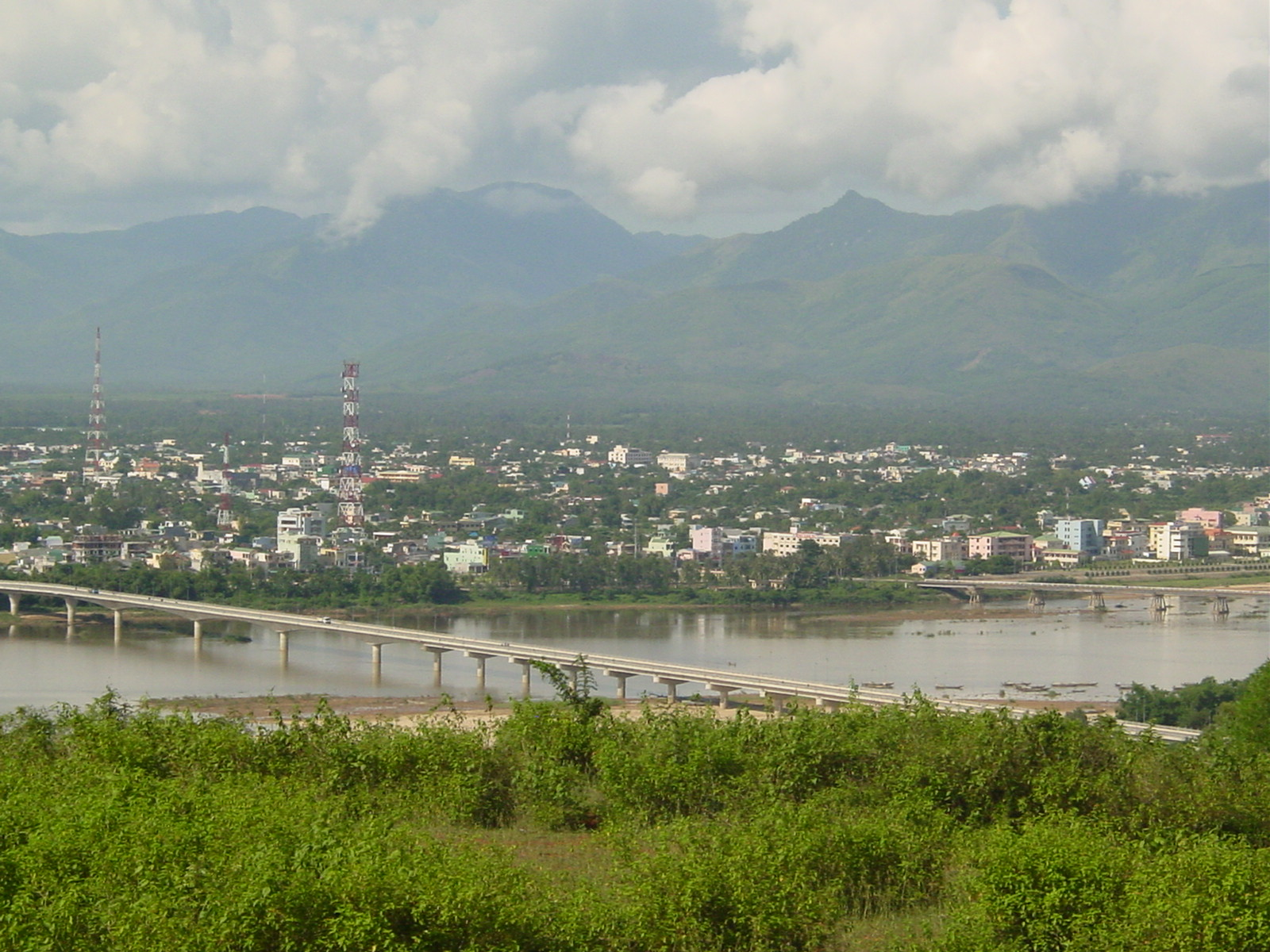
Thành phố Quảng Ngãi nhìn từ trên cao

Tổng sản phẩm trên địa bàn tỉnh (GRDP) năm 2018 ước đạt 51.224,84 tỷ đồng (theo giá so sánh năm 2010), tăng 9,6% so với năm 2017 và đạt 103,47% kế hoạch năm. Mức tăng trưởng GRDP năm 2018 khá cao nguyên nhân chính là do trong năm 2018 Nhà máy lọc dầu Dung Quất đảm bảo thời gian hoạt động 24/24, không tạm dừng để bảo trì, bảo dưỡng tổng thể như năm 2017 (làm cho sản lượng sản phẩm lọc hoá dầu năm 2017 đạt thấp, kéo theo GRDP năm 2017 đạt thấp). Ngoài ra, các ngành còn lại cũng đạt được những kết quả tích cực, đóng góp đáng kể vào mức tăng chung GRDP năm 2018 của tỉnh. Trong mức tăng chung 9,6% của toàn nền kinh tế năm 2018, khu vực nông, lâm nghiệp và thủy sản ước đạt 8.629,25 tỷ đồng, tăng 4,5%, đóng góp 0,80 điểm phần trăm vào mức tăng chung; khu vực công nghiệp - xây dựng ước đạt 26.868,27 tỷ đồng, tăng 12,07%, đóng góp 6,19 điểm phần trăm; khu vực dịch vụ ước đạt 15.727,3 tỷ đồng, tăng 8,4%, đóng góp 2,61 điểm phần trăm. 1 Tổng sản phẩm trên địa bàn tỉnh (GRDP) năm 2018 không tính sản phẩm lọc hóa dầu ước đạt 34.157,2 tỷ đồng (theo giá so sánh năm 2010), tăng 8,51% so với năm 2017 và đạt kế hoạch năm (KH: 8,5-9%).
Quy mô GRDP theo giá hiện hành năm 2018 ước đạt 73.618,48 tỷ đồng, bình quân đầu người đạt 57,81 triệu đồng/năm (tương đương 2.514 USD). Cơ cấu kinh tế năm 2018 có sự chuyển dịch nhưng chậm, khu vực nông, lâm nghiệp và thủy sản chiếm 17,82% trong GRDP, giảm 1,15 điểm phần trăm so với năm trước; khu vực công nghiệp và xây dựng chiếm 52,01%, tăng 1,65 điểm phần trăm; khu vực dịch vụ chiếm 30,17%, giảm 0,50 điểm phần trăm
Về ngành đánh cá, tỉnh có gần 5.500 tàu cá với 7 nghiệp đoàn nghề cá gồm 2.350 đoàn viên (2014). Trong đó 405 tàu đánh bắt tại Hoàng Sa, Trường Sa.

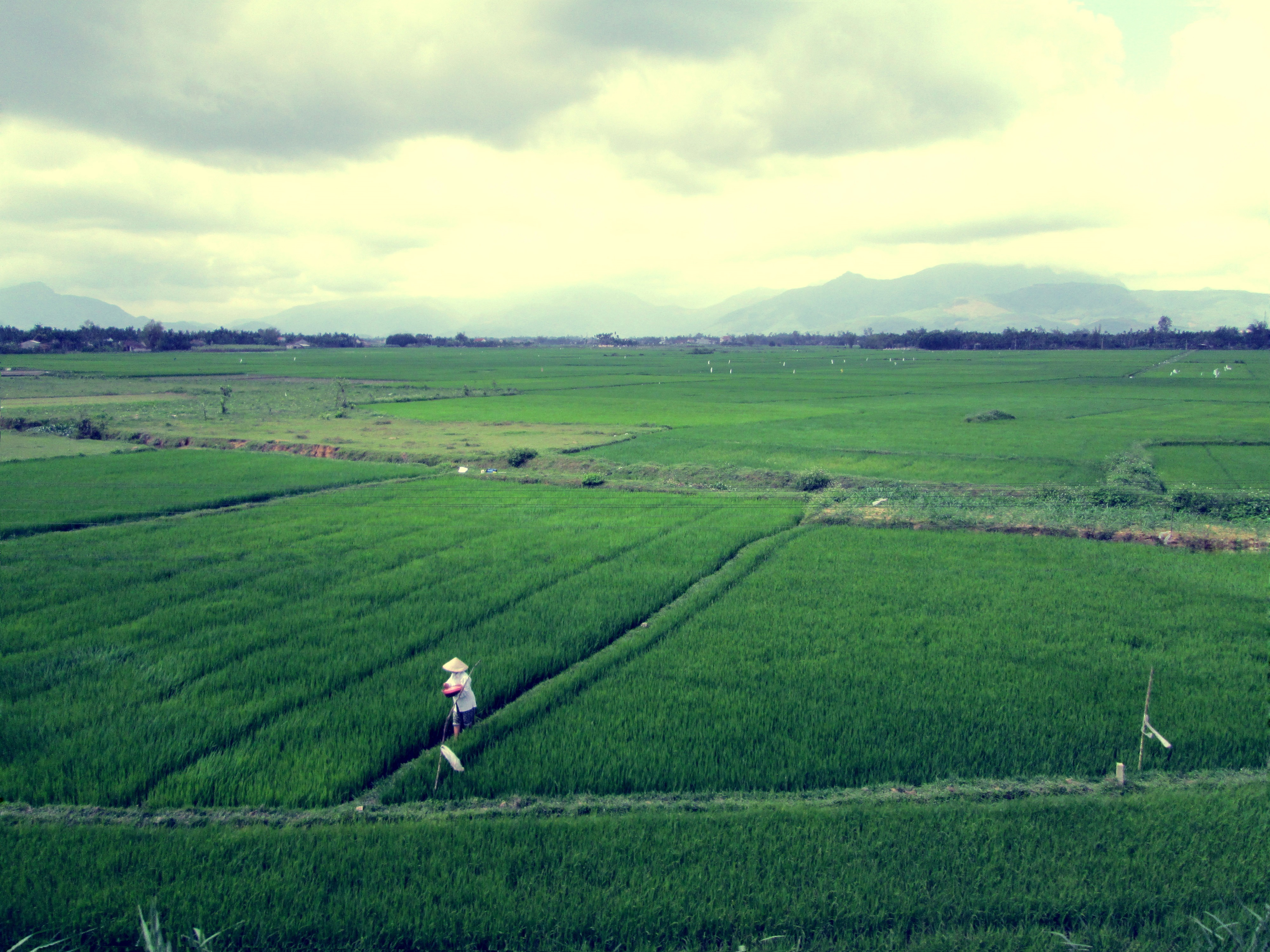
Đồng lúa ở Quảng Ngãi

Giai đoạn 6 tháng đầu năm 2012, tổng sản phẩm trong tỉnh (GDP) đạt 4.880 tỷ đồng, tăng 6,7% so với cùng kỳ năm 2011 và bằng 47,3% so với kế hoạch năm 2012. Trong đó, sản xuất nông lâm thủy sản đạt 806,4 tỷ đồng, công nghiệp - xây dựng đạt 2.721,0 tỷ đồng, khu vực dịch vụ đạt 1.352,6 tỷ đồng.
Tổng mức bán lẻ hàng hóa và dịch vụ tiêu dùng ước đạt 12.780,25 tỷ đồng, Kim ngạch xuất khẩu ước đạt 196,07 triệu USD, Tổng thu ngân sách Nhà nước trên địa bàn 6 tháng ước đạt 9.070 tỷ đồng. Tổng chi ngân sách địa phương ước đạt 3.342,34 tỷ đồng. Ước đến ngày 30 tháng 6 năm 2012, trên địa bàn tỉnh có 3.638 doanh nghiệp, trong đó có 3.529 doanh nghiệp nhỏ và vừa.
Về lĩnh vực chăn nuôi, tại thời điểm ngày 01 tháng 4 tháng 2012, đàn lợn của Quảng Ngãi ước đạt 481 ngàn con, đàn trâu có 60.889 con, đàn bò có 270.395 con, đàn gia cầm có 3,37 triệu con. So với thời điểm 01 tháng 4 năm 2011, đàn lợn giảm 3,9%, đàn trâu tăng 6,8%, đàn bò giảm 3,2%. Bò lai chiếm 48,3% tổng đàn.
Năm 2019, tốc độ tăng trưởng tổng sản phẩm trên địa bàn (GRDP) theo giá so sánh 2010 ước đạt 55.102 tỷ đồng tăng 6,7% so với năm 2018, đạt kế hoạch năm. Trong đó, khu vực công nghiệp - xây dựng ước đạt 29.162,9 tỷ đồng, tăng 7,3%; khu vực dịch vụ ước đạt 16.948,8 tỷ đồng, tăng 7,3%; khu vực nông, lâm nghiệp và thủy sản ước đạt 8.990,3 tỷ đồng, tăng 3,5% so với năm 2018. GRDP không tính sản phẩm lọc hóa dầu ước đạt 37.710,5 tỷ đồng, tăng 10,3% so với năm 2018.
GRDP bình quân đầu người đạt 67,4 triệu đồng/người, tương đương 2.868 USD/người, vượt kế hoạch (kế hoạch: 2.682 USD). Về cơ cấu kinh tế: công nghiệp - xây dựng chiếm tỷ trọng 53,64%; dịch vụ 29,17%; nông, lâm nghiệp và thủy sản 17,19%.
Thu ngân sách nhà nước ước đạt 20.496 tỷ đồng, vượt 2,5% so với dự toán HĐND tỉnh giao. Công tác xúc tiến đầu tư, huy động vốn cho đầu tư phát triển đạt kết quả khá. Công tác phát triển doanh nghiệp đạt kết quả tích cực, đã thành lập mới 756 doanh nghiệp.

### Giáo dục
Tính đến ngày 30 tháng 6 năm 2012, số trường trên địa bàn tỉnh được công nhận trường đạt chuẩn Quốc gia gồm có Mầm non 23/206 trường, tiểu học 121/224 trường, Trung học cơ sở là 63/165 trường, Trung học phổ thông là 13/39 trường. Thực hiện phổ cập mầm non cho trẻ em 05 tuổi đạt 97% kế hoạch.
Tính đến thời điểm ngày 30 tháng 9 năm 2011, trên địa bàn toàn tỉnh Quảng Ngãi có 437 trường học ở cấp phổ, trong đó có Trung học phổ thông có 35 trường, Trung học cơ sở có 166 trường, Tiểu học có 222 trường, trung học có 4 trường và 10 trường phổ thông cơ sở, bên cạnh đó còn có 210 trường mẫu giáo. Với hệ thống trường học như thế, nền giáo dục trong địa bàn Tỉnh Quảng Ngãi cũng tương đối hoàn chỉnh, góp phần giảm thiểu nạn mù chữ trong địa bàn tỉnh.
Hệ thống giáo dục Đại học của tỉnh Quảng Ngãi bao gồm:
- Trường Đại học Phạm Văn Đồng (thuộc UBND tỉnh Quảng Ngãi);
- Trường Đại học Tài chính Kế toán (thuộc Bộ Tài chính);
- Trường Đại học Công nghiệp TP HCM chi nhánh Quảng Ngãi (thuộc Bộ Công Thương).

Ngoài ra còn có các Trường Cao đẳng bao gồm:
- Trường Cao đẳng Y tế Đặng Thùy Trâm;
- Trường Cao đẳng Công nghệ Dung Quất;
- Trường Cao đẳng Việt - Hàn;
- Trường Cao đẳng Quảng Ngãi;
- Trường Cao đẳng nghề Cơ giới;
- Trường Cao đẳng Công thương TP. HCM Chi nhánh Quảng Ngãi.

Ngoài ra còn có một số trường Trung cấp nghề khác...

## Giao thông
Quảng Ngãi là đầu mối giao thông quan trọng xuyên suốt trên địa bàn tỉnh, có Quốc lộ 1, đường cao tốc Bắc – Nam phía Đông, tuyến đường sắt Bắc - Nam (gồm 10 ga trên địa bàn tỉnh) và đường cao tốc Quảng Ngãi - Đà Nẵng chạy qua tỉnh. Trong đó chiều dài Quốc lộ 1 qua tỉnh dài 98 km. Đường cao tốc Bắc – Nam phía Đông qua tỉnh dài 125 km. Quốc lộ 24 nối liền Quốc lộ 1 đoạn qua nút giao tại thôn Thạch Trụ, xã Đức Lân, huyện Mộ Đức, qua thị xã Đức Phổ, huyện Ba Tơ nối với tỉnh Kon Tum dài 69 km và Quốc lộ 24B dài 18 km, đây là tuyến giao thông quan trọng đối với Kon Tum và Quảng Ngãi trong quan hệ kinh tế, văn hoá giữa duyên hải và Tây Nguyên, giao lưu trao đổi hàng hoá, phát triển kinh tế miền núi gắn với an ninh quốc phòng. Phía Bắc tỉnh, giáp sân bay Chu Lai thuộc huyện Núi Thành (tỉnh Quảng Nam). Tỉnh Quảng Ngãi có cảng Dung Quất (Bình Sơn). Đây là cảng biển tổng hợp Quốc gia có độ sâu và kín gió lý tưởng, có tổng sản lượng hàng hóa xếp dỡ lớn thứ 5 toàn quốc (năm 2019), có khả năng xếp dỡ hàng lỏng (lọc hóa dầu) và hàng rời. Cụm cảng này có khả năng cho phép đón các loại tàu với các kích cỡ khác nhau tùy theo bến. Đặc biệt, Cảng Hòa Phát Dung Quất đã cho phép cập cảng với tàu có kích thước lên đến đến 200000 DWT nhờ độ sâu và luồng tàu lý tưởng. Ngoài ra, với bờ biển dài 144 km, Quảng Ngãi có nhiều cửa biển, cảng quy mô nhỏ như Sa Kỳ, Sa Cần, Cửa Đại, Mỹ Á, Sa Huỳnh, Bến Đình (Lý Sơn)... có tiềm năng về giao thông đường thủy, thương mại và du lịch.

## Văn hóa

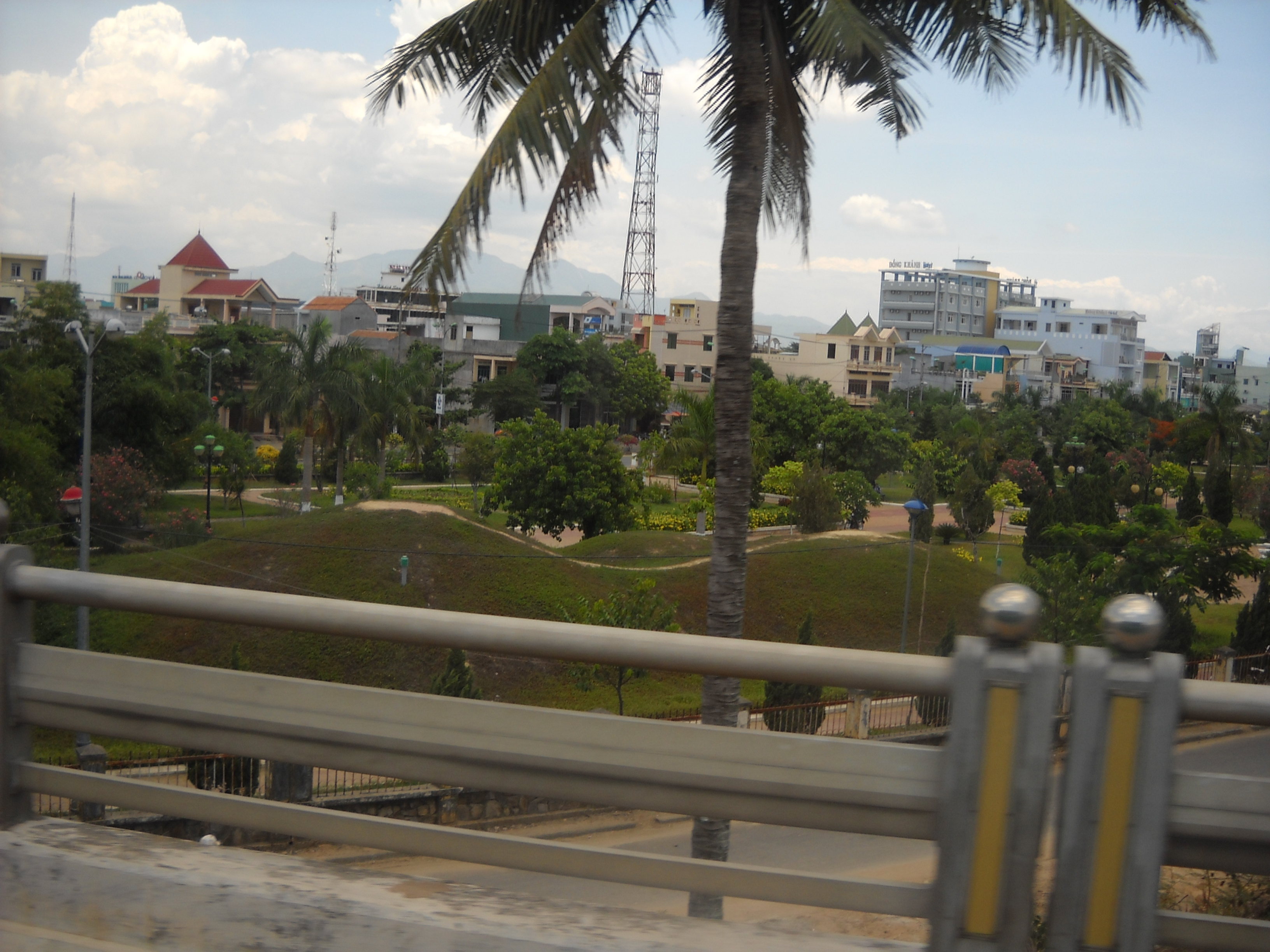
Một góc Thành phố Quảng Ngãi

Quảng Ngãi là mảnh đất có bề dày lịch sử về Văn hóa Sa Huỳnh và Văn hóa Chăm Pa, đặc biệt là hệ thống thành lũy Chàm. Bên cạnh đó là hai danh thắng nổi tiếng là "núi Ấn sông Trà". Quảng Ngãi là quê hương của Tả Tướng Lê Văn Duyệt, người đã 2 lần làm Tổng Trấn Thành - Gia Định; Anh hùng Dân tộc Trương Định, Trương Đăng Quế, Bạch Văn Vĩnh, Lê Trung Đình; nhiều nhà trí thức, nhà văn, nhà thơ, nhạc sĩ, nghệ sĩ tên tuổi: Nguyễn Vĩ, Bích Khê,Thanh Thảo, Tế Hanh, Trà Giang, Trương Quang Lục, Thế Bảo, Nhất Sinh; Thủ tướng Chính phủ Phạm Văn Đồng; các vị tướng trong Quân đội Nhân dân Việt Nam như: Trung tướng Phạm Kiệt, Thượng tướng Trần Văn Trà, Nguyễn Chánh, Thiếu tướng Võ Bẩm...
Các Lễ hội gồm Lễ hội nghinh cá Ông, Lễ khao lề thế lính Hoàng Sa (Lý Sơn), Lễ hội đâm trâu, Lễ hội cầu ngư, Lễ hội đua thuyền truyền thống...

## Du lịch
Quảng Ngãi là vùng đất có bề dày lịch sử với nền văn hoá lâu đời như khu du lịch văn hoá Sa Huỳnh, dấu vết văn hoá cổ xưa như thành cổ Châu Sa, Gò Vàng..., có di tích lịch sử Ba Tơ, Sơn Mỹ, Ba Gia, Trà Bồng, Vạn Tường, nhiều cảnh đẹp như Thiên Ấn Niêm Hà, Thiên Bút Phê Vân, Thạch Bích Tà Dương, Cổ Luỹ Cô Thôn, Nước Trong – Cà Đam..., nhiều bãi biển như Mỹ Khê, Sa Huỳnh,... những tiềm năng trên là điều kiện để phát triển du lịch nghỉ dưỡng với nhiều loại hình, sản phẩm du lịch đa dạng.
Năm 2015 nhà đầu tư Vingroup đầu tư Trung tâm Thương mại Vincom tại Thành phố Quảng Ngãi nay đã hoàn thành. Năm 2019, nhà đầu tư FLC đã khởi công xây Khu nghỉ dưỡng vùng đất ven biển xã Bình Phú, Bình Châu, huyện Bình Sơn. Dự án này của FLC hiện nay đang bị UBND Tỉnh Quảng Ngãi tiến hành thu hồi.
Ngày 23/06/2022, Sở Văn hóa, Thể thao và Du lịch tổ chức lễ công bố biểu trưng (logo) du lịch Quảng Ngãi. Bộ nhận diện thương hiệu du lịch Quảng Ngãi với khẩu hiệu thương hiệu (Tagline) "KHÁM PHÁ QUẢNG NGÃI" - "EXPLORE QUANG NGAI" cùng với hình ảnh đặc trưng du lịch Quảng Ngãi là đảo Lý Sơn và Văn hóa Sa Huỳnh được xây dựng nhằm tạo ra nhận biết về thương hiệu du lịch Quảng Ngãi; tạo ra tương tác, trải nghiệm của du lịch Quảng Ngãi với các nhóm khách hàng mục tiêu trên nhiều nền tảng, nhiều hoạt động, sự kiện thu hút truyền thông; tăng cường liên kết, quảng bá thương hiệu du lịch; lan tỏa hình ảnh du lịch Quảng Ngãi và duy trì hiệu ứng truyền thông dài hạn.

## Tỉnh kết nghĩa
- Tỉnh Nghệ An
- Tỉnh Champasack
- Tỉnh Attapeu
- Tỉnh Sekong